# Maria Duval

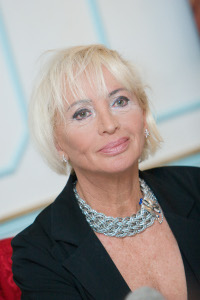
Maria Duval in 2008

Het bedrijf Astroforce doet zich onder de naam Maria Duval voor als een helderziende die met haar telepathische gaven mensen helpt met hun problemen of hun wensen vervult, voor een financiële vergoeding. Maria Duval is een handelsmerk van dit internationaal opererende bedrijf, waarvan de Nederlandse vestiging zetelt in Roosendaal, met een postadres in Rucphen via Intarno b.v.
De naam Maria Duval is een alias van Carolina Maria Gambia (Milaan, 1938). Zij was de eigenaar van Astroforce tot het in 1997 verkocht werd aan Health Tips Ltd in Hongkong (thans Harmonie Ltd). Daarna zou zij president van het Instituut voor Parapsychologisch Onderzoek in Callas, een klein stadje bij Nice zijn geworden.

## Werkwijze
Astroforce heeft een vaste werkwijze. Er worden advertenties geplaatst en de mensen die daarop reageren krijgen brieven thuisgestuurd. Tevens worden de adresgegevens verkocht.

### Advertenties
Er worden paginagrote advertenties in kranten of tijdschriften geplaatst, met een tekst als:
" Wat wenst u het meest in uw leven? Meer geld, meer liefde, meer geluk, een nieuwe auto, uw schuld afbetalen, een reis maken, degene van wie u houdt helpen, slagen voor een examen of een prijsvraag winnen...
Maria Duval, de zeer beroemde helderziende, doet u een opmerkelijk voorstel: kies uit de hieronder genoemde 33 wensen diegene uit welke u het liefst NU in vervulling wilt laten gaan! "
In de advertenties staan brieven van mensen die haar bedanken voor haar hulp. Zij hebben bijvoorbeeld hoge prijzen gewonnen, vermiste personen teruggevonden, een partner gevonden of een baan gekregen. Als mensen de bon invullen en opsturen ontvangt men gratis een talisman, die als volgt wordt omschreven:
" Deze talisman heeft zijn krachten bewezen. Hij bezit krachten die veel sterker zijn dan sommige van die zogenaamde geluksbrengers die u misschien reeds vroeger gekregen heeft. Alleen al door deze talisman aan te raken zult u in uw handen zijn straling en zijn magnetische kracht voelen. "

### Brieven
Wie de bon opstuurt krijgt inderdaad een 'talisman' toegestuurd, meestal een stuk karton, bedrukt met esoterisch aandoende woorden en afbeeldingen. Verder krijgt men jarenlang brieven toegestuurd, soms enige tientallen in totaal. Hierin wordt Duval als volgt voorgesteld:
" 30 jaar exacte en controleerbare voorspellingen - Bijna 2400 keer op televisie verschenen - Meer dan 8400 keer bij een radioprogramma uitgenodigd - Er zijn meer dan 700 krantenartikelen over haar geschreven - Ze werkt regelmatig samen met doktoren en de politie - Ze heeft nooit gefaald bij het zoeken naar vermiste personen (19 tot op heden) met behulp van telepathie "
Daarna volgt een uitgebreid epistel van zo'n 8 à 10 pagina's, waarin Duval onthult dat zij een bijzondere boodschap heeft ontvangen, speciaal voor de ontvanger. Onder invloed van de sterren (of iets dergelijks) breekt een belangrijke periode in het leven van de ontvanger aan. De dierbaarste wensen van de ontvanger kunnen werkelijkheid worden, maar alleen met de hulp van Duval. Deze hulp bestaat uit een item dat Duval zal toesturen en rituelen die zij speciaal voor de ontvanger zal uitvoeren. Dit alles voor zo'n 50 à 60 euro. Vaak moet de ontvanger ook een of meerdere rituelen uitvoeren, op hetzelfde tijdstip als Duval. Het item is bijvoorbeeld een 'Vibrerend Kristal' wat zou dienen als een telepathische verbindingslijn, een pentagram voor onder het hoofdkussen, een talisman, een amulet, een boek met occulte geheimen of een geheime handleiding met aanwijzingen om de geest op te laden met magnetische vibraties.

### Adressenbestand
Mensen die een bon insturen krijgen ook allerlei reclame in de bus. Voor loterijen, voor leningen, voor huizen, voor hypotheken, van huwelijksbureaus, voor reizen, etc.
Deze reclame is toegesneden op de wensen en verlangens die op de bon aangegeven zijn. Als mensen hun naam verkeerd invullen op de bon dan komt diezelfde fout weer terug op de adressering van de reclamebrieven. Hieruit blijkt dat Astroforce de informatie op de ingevulde bonnen gebruikt voor het maken van een adressenbestand en dat vervolgens verkoopt aan direct marketing bedrijven.

## Achtergrond
Uit de gehele opzet, de advertenties en de brieven blijkt dat er slimme, professionele marketeers achter Maria Duval zitten. Er worden methoden gebruikt als werken op de emoties, de indruk van autoriteit en expertise geven, persoonlijke verhalen vertellen, de aandacht richten ("Het is belangrijk dat u deze brief zorgvuldig leest"), emotioneel getouwtrek (afwisselen tussen beloften en waarschuwingen, positieve en negatieve hints), een parade van tevreden klanten, de lezer afhankelijk maken van de hulp van Duval, nieuwe brieven beloven, zeer vriendelijk en vertrouwelijk doen ("Uw toegewijde vriendin"), cadeautjes beloven, inspelen op jaloezie, inspelen op angst, belofte van ondersteuning door Duval haarzelf, de lezer persoonlijk aanspreken (de naam van de lezer verschijnt her en der in de tekst), het gevoel creëren dat er haast geboden is, het onthullen en toevertrouwen van geheimen, korting op de prijs geven en inspelen op het schuldgevoel (Duval doet wat voor de lezer, dus de lezer moet wat voor haar doen).

## Klachten
Volgens sommigen maakt Astroforce zich schuldig aan oplichting, maar het bedrijf is daar nooit voor veroordeeld, voor zover bekend. Wel zijn klachten over de brieven van Astroforce in december 1999 in Engeland door de Advertising Standards Authority in behandeling genomen.
De klachten waren:
1. Astroforce deed de misleidende claim dat een boekje met geheime instructies gratis verstuurd zou worden.
2. Astroforce had een bestand met persoonlijke gegevens van de klant.
3. Astroforce deed de misleidende claim dat een klant die de geheime instructies in het boekje uitvoerde haar leven, liefdesleven en financiële situatie positief zou kunnen beïnvloeden.

Al deze klachten werden gegrond verklaard.
In maart 2000 werden ook klachten over hun advertenties behandeld.
Deze klachten waren dat Astroforce de volgende misleidende claims in haar advertenties maakte:
1. Maria Duval maakte in de afgelopen 23 jaar nauwkeurige en verifieerbare voorspellingen in ten minste 2.400 tv-shows en 8.400 radio-uitzendingen.
2. Haar resultaten zijn behandeld in meer dan 700 krantenartikelen.
3. Ze heeft het volgende voorspeld: de dollarkoers, de aandelenkoers en belangrijke krantenkoppen.
4. Ze werkt regelmatig samen met doktoren en de politie.
5. Ze heeft telepathisch ten minste 19 vermiste personen kunnen opsporen.
6. Internationale beroemdheden komen van over de hele wereld naar haar toe voor advies.

Ook deze klachten zijn allemaal gegrond verklaard.
In februari 2008 kwam ze opnieuw in het nieuws. Adressen zouden worden doorverkocht via 2 verschillende marketingbedrijven aan de Staatsloterij. Een onderzoek is ingesteld door de DDMA naar de praktijken van deze marketingbureaus.